# Meridiano 55 este
El meridiano 55 este de Greenwich es una línea de longitud que se extiende desde el Polo Norte atravesando el Océano Ártico, Europa, Asia, el Océano Índico, el Océano Antártico y la Antártida hasta el Polo Sur.
El meridiano 45 este forma un gran círculo con el meridiano 125 oeste.

## De Polo a Polo
Comenzando en el Polo Norte y dirigiéndose hacia el Polo Sur, este meridiano atraviesa:
| Coordenadas                      | País, territorio o mar | Notas                                                                                                 |
| -------------------------------- | ---------------------- | --- |
| 90°0′N 55°0′E / 90.000, 55.000   | Océano Ártico          | |
| 81°5′N 55°0′E / 81.083, 55.000   | Rusia                  | isla Salisbury e isla Luigi, Tierra de Francisco José                                                 |
| 80°42′N 55°0′E / 80.700, 55.000  | Mar de Barents         | |
| 80°30′N 55°0′E / 80.500, 55.000  | Rusia                  | Islas en Tierra de Francisco José                                                                     |
| 80°24′N 55°0′E / 80.400, 55.000  | Mar de Barents         | |
| 74°8′N 55°0′E / 74.133, 55.000   | Rusia                  | Isla Séverny e Isla Yuzhny, Nueva Zembla                                                              |
| 70°35′N 55°0′E / 70.583, 55.000  | Mar de Barents         | Mar de Pechora                                                                                        |
| 68°56′N 55°0′E / 68.933, 55.000  | Rusia                  | Una pequeña isla                                                                                      |
| 68°55′N 55°0′E / 68.917, 55.000  | Mar de Barents         | Bahía de Pechora                                                                                      |
| 68°25′N 55°0′E / 68.417, 55.000  | Rusia                  | |
| 50°53′N 55°0′E / 50.883, 55.000  | Kazajistán             | |
| 41°47′N 55°0′E / 41.783, 55.000  | Turkmenistán           | |
| 37°50′N 55°0′E / 37.833, 55.000  | Irán                   | |
| 26°37′N 55°0′E / 26.617, 55.000  | Golfo Pérsico          | ando al oeste de la isla de Abu Musa, Irán (reclamada por Emiratos Árabes Unidos)                     |
| 24°58′N 55°0′E / 24.967, 55.000  | Emiratos Árabes Unidos | |
| 22°39′N 55°0′E / 22.650, 55.000  | Arabia Saudita         | |
| 20°0′N 55°0′E / 20.000, 55.000   | Omán                   | |
| 17°1′N 55°0′E / 17.017, 55.000   | Océano Índico          | Pasando al oeste de la Isla de Silhouette, Seychelles Pasando al oeste de la isla de Reunión, Francia |
| 60°0′S 55°0′E / -60.000, 55.000  | Océano Antártico       | |
| 65°53′S 55°0′E / -65.883, 55.000 | Antártida              | Territorio Antártico Australiano, reclamado por Australia                                             |